# Тис (коммуна)
Тис (фр. This) — коммуна во Франции, находится в регионе Шампань — Арденны. Департамент коммуны — Арденны. Входит в состав кантона Западно-центральный Мезьер. Округ коммуны — Шарлевиль-Мезьер.
Код INSEE коммуны — 08450.
Коммуна расположена приблизительно в 195 км к северо-востоку от Парижа, в 90 км севернее Шалон-ан-Шампани, в 9 км к западу от Шарлевиль-Мезьера.

## Население
Население коммуны на 2008 год составляло 202 человека.
| 1962 | 1968 | 1975 | 1982 | 1990 | 1999 | 2008 |
| ---- | ---- | ---- | ---- | ---- | ---- | ---- |
| 124  | 149  | 147  | 137  | 160  | 180  | 202  |

## Администрация
| Период | Период | Фамилия           | Партия | Должность |
| ------ | ------ | ----------------- | ------ | --------- |
| 2001   | 2008   | Робер Шодерло     |        |           |
| 2008   |        | Мари-Одиль Понсар |        |           |

## Экономика
В 2007 году среди 123 человек в трудоспособном возрасте (15—64 лет) 98 были экономически активными, 25 — неактивными (показатель активности — 79,7 %, в 1999 году было 74,3 %). Из 98 активных работали 92 человека (54 мужчины и 38 женщин), безработных было 6 (4 мужчины и 2 женщины). Среди 25 неактивных 12 человек были учениками или студентами, 8 — пенсионерами, 5 были неактивными по другим причинам.

## Фотогалерея
- Лютеранская церковь
- Лютеранская церковь (фасад)
- Мэрия
- Памятник жителям Тиса, погибшим в Первой мировой войне